# Loiron-Ruillé
Loiron-Ruillé ist eine französische Gemeinde mit 2.724 Einwohnern (Stand: 1. Januar 2022) im Département Mayenne in der Region Pays de la Loire. Sie gehört zum Arrondissement Laval und zum Kanton Loiron-Ruillé. 
Die Gemeinde erhielt 2022 die Auszeichnung „Zwei Blumen“, die vom Conseil national des villes et villages fleuris (CNVVF) im Rahmen des jährlichen Wettbewerbs der blumengeschmückten Städte und Dörfer verliehen wird.

## Geographische Lage
Loiron-Ruillé liegt etwa 16 Kilometer westsüdwestlich von Laval. Im Nordosten begrenzt der Vicoin die Gemeinde, sein Zufluss Paillardière entspringt im Gemeindegebiet. Dieses wird im Südwesten auch noch vom Fluss Oudon durchquert. Umgeben wird Loiron-Ruillé von den Nachbargemeinden La Brûlatte im Norden, Le Genest-Saint-Isle im Norden und Nordosten, Saint-Berthevin im Osten, Ahuillé im Osten und Südosten, Montjean im Süden, Saint-Cyr-le-Gravelais im Westen sowie La Gravelle im Nordwesten.

## Geschichte
Zum 1. Januar 2016 wurde die Gemeinde als Commune nouvelle aus den bis dahin eigenständigen Kommunen Loiron und Ruillé-le-Gravelais gebildet.

## Gliederung
| Ortsteil                    | ehemaliger INSEE-Code | Fläche (km²) | Einwohnerzahl (2022) |
| --------------------------- | --------------------- | ------------ | -------------------- |
| Loiron (Verwaltungssitz)000 | 53137                 | 22,92        | 1.797                |
| Ruillé-le-Gravelais         | 53194                 | 16,94        | 927                  |

## Sehenswürdigkeiten

### Loiron
- Kirche Saint-Gervais-et-Saint-Protais
- Kapelle von La Charbonnière

### Ruillé-le-Gravelais
- Kirche Saint-Méen
- Schloss Terchant aus dem 16. Jahrhundert

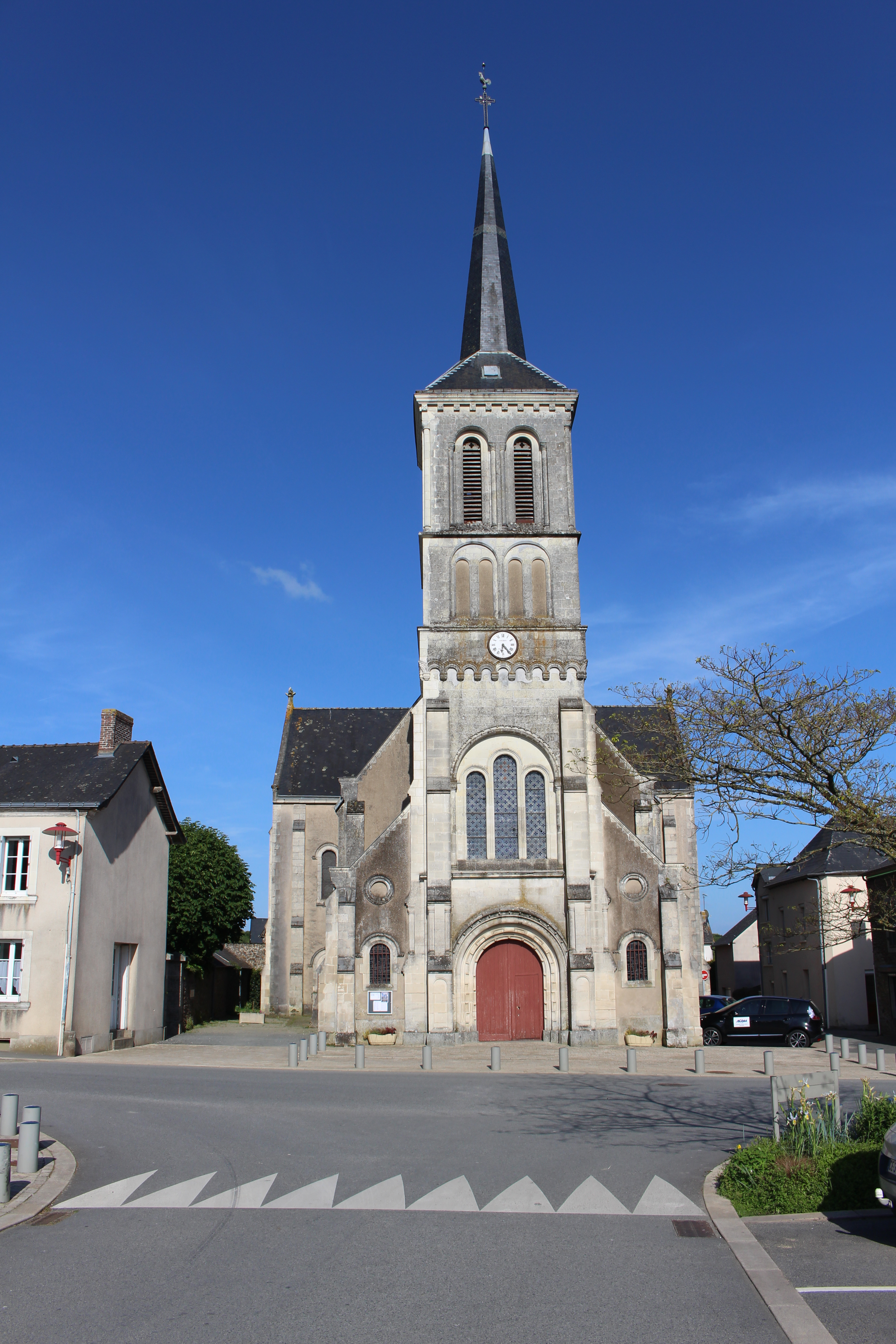
Kirche Saint-Gervais-et-Saint-Protais (Loiron)
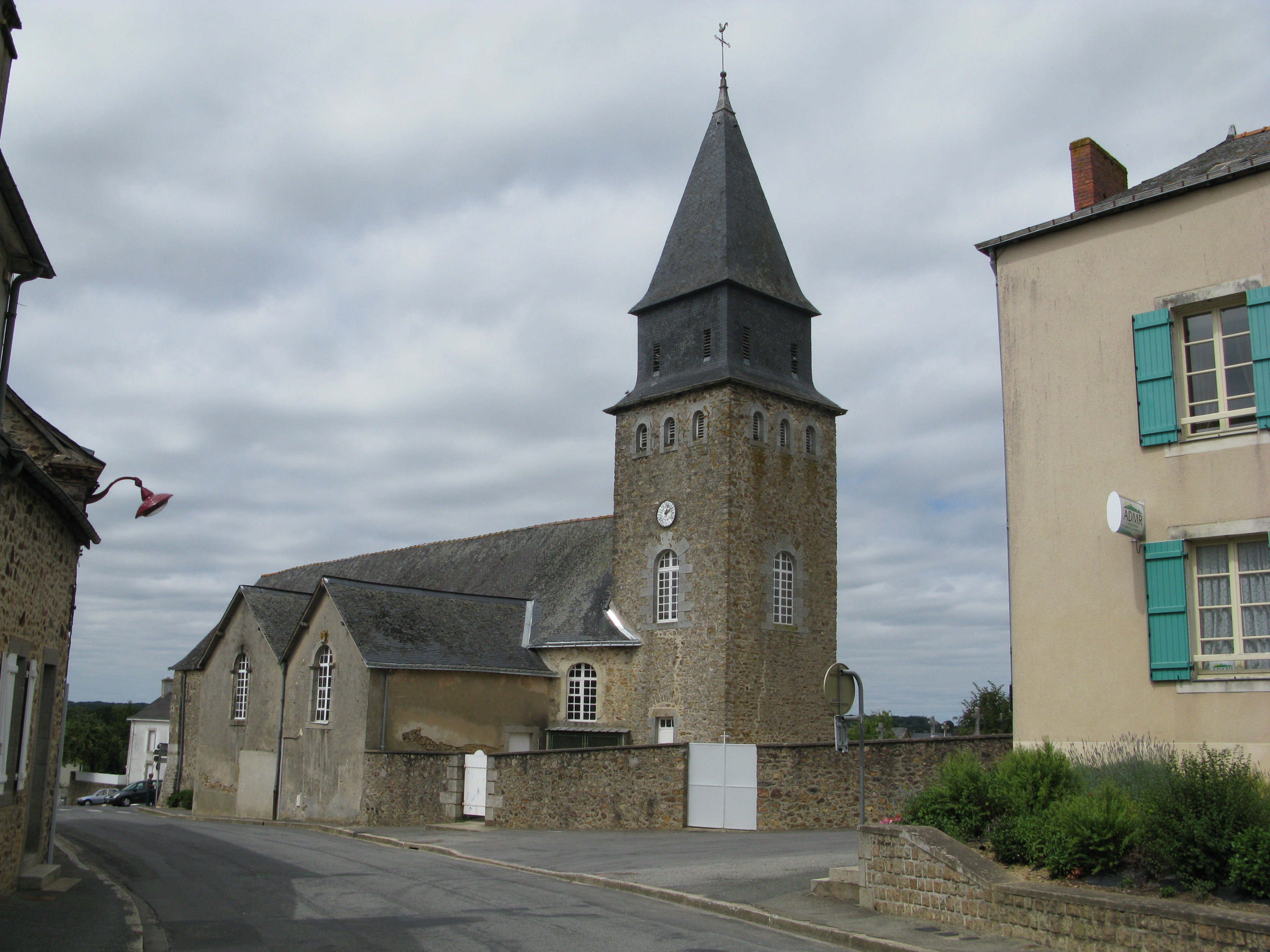
Kirche Saint-Méen (Ruillé-le-Gravelais)